# 1933
1933. је била проста година.

## Догађаји

### Јануар
- 30. јануар — председник Немачке, фелдмаршал Паул фон Хинденбург, именовао Адолфа Хитлера за канцелара. Истог дана 1937. Хитлер изјавио у Рајхстагу да Немачка повлачи свој потпис са Версајског мировног уговора.

### Фебруар
- 16. фебруар — У страху од немачких претњи, Чехословачка, Румунија и Југославија, закључивањем пакта о Малој Антанти и стварањем Већа министара, учврстиле савез створен 1920. против покушаја рестаурације Хабзбурговаца и ревизионистичких тежњи Мађарске.
- 27. фебруар — У пожару, за који су оптужени комунисти, је изгорео Рајхстаг, зграда немачког парламента.
- 28. фебруар — Адолф Хитлер, дан по паљењу Рајхстага, убедио председника Немачке Паула фон Хинденбурга да потпише Декрет о пожару у Рајхстагу, којим су укинуте личне слободе, слобода говора и штампе и право на окупљање.

### Март
- 4. март — Френклин Рузвелт положио заклетву као 32. председник САД и објавио нови економски програм за савладавање последица велике економске кризе.
- 5. март — Националсоцијалистичка радничка партија је на парламентарним изборима освојила већину у немачком Рајхстагу.
- 20. март — Хајнрих Химлер је наредио оснивање логора Дахау и поставио Теодора Ајкеа за заповедника логора.
- 23. март — Рајхстаг је усвојио Закон о посебним овлашћењима, што је омогућило да Адолф Хитлер постане диктатор Немачке.
- 27. март — Јапан иступио из Лиге народа пошто је та организација осудила јапанску окупацију Манџурије.

### Април
- 1. април — Тек изабрани нацисти предвођени Јулијусом Штрајхером су организовали једнодневни бојкот свих предузећа у Немачкој у власништву Јевреја.

### Мај
- 10. мај — Нацисти су спалили више од 25.000 књига Маркса, Фројда, Брехта, Ајнштајна и навели да почиње ново раздобље у историји немачке културе.

### Јул
- 14. јул — Националсоцијалисти у Немачкој су забранили све опозиционе странке.
- 14. јул — Почела је нацистичка еугеника са усвајањем Закона за спречавање наследно оболелог потомства који је захтевао обавезну стерилизацију сваког грађанина који пати од неког наводног генетског поремећаја.
- 22. јул — Амерички пилот Вајли Пост је постао прва особа која је сама облетела Земљу након скоро осам дана.

### Децембар
- Википедија:Непознат датум — август — Даница Томић постала прва жена у Југославији са пилотском дозволом.

## Рођења

### Јануар
- 1. јануар — Ранко Бугарски, српски лингвиста (прем. 2024)
- 5. јануар — Радмила Бакочевић, српска оперска певачица
- 6. јануар — Ђорђе Кадијевић, српски редитељ, сценариста, историчар уметности и ликовни критичар
- 12. јануар — Исидоро Блајстен, аргентински књижевник (прем. 2004)
- 17. јануар — Далида, француска певачица и глумица (прем. 1987)
- 18. јануар — Дејвид Белами, енглески ботаничар, писац, ТВ водитељ и активиста за заштиту животне средине (прем. 2019)
- 18. јануар    —  Џон Бурман, енглески редитељ, сценариста и продуцент
- 22. јануар — Синиша Павић, српски сценариста (прем. 2024)
- 24. јануар — Асим Ферхатовић, босанскохерцеговачки фудбалер. (прем. 1987)

### Фебруар
- 1. фебруар — Светлана Велмар-Јанковић, српска књижевница (прем. 2014)
- 3. фебруар — Полде Бибич, словеначки глумац (прем. 2012)
- 5. фебруар — Милош Милутиновић, српски фудбалер и фудбалски тренер (прем. 2003)
- 8. фебруар — Бранислав Црнчевић, српски књижевник, афористичар, новинар, сценариста и политичар (прем. 2011)
- 13. фебруар — Ким Новак, америчка глумица
- 13. фебруар — Здравко Шотра, српски редитељ и сценариста
- 18. фебруар — Јоко Оно, јапанска уметница, музичарка и мировна активисткиња
- 18. фебруар — Боби Робсон, енглески фудбалер и фудбалски тренер (прем. 2009)
- 21. фебруар — Боб Рафелсон, амерички редитељ, сценариста и продуцент (прем. 2022)
- 21. фебруар — Нина Симон, америчка музичарка и активисткиња за људска права (прем. 2003)

### Март
- 1. март — Шпиро Губерина, хрватски глумац (прем. 2020)
- 14. март — Мајкл Кејн, енглески глумац, продуцент и писац
- 14. март    — Квинси Џоунс, амерички музички продуцент, текстописац, композитор, аранжер, филмски и телевизијски продуцент (прем. 2024)
- 19. март — Филип Рот, амерички писац (прем. 2018)

### Април
- 7. април — Воја Мирић, српски глумац (прем. 2019)
- 9. април — Жан-Пол Белмондо, француски глумац (прем. 2021)
- 12. април — Монсерат Кабаље, шпанска оперска певачица (прем. 2018)
- 15. април — Живојин Павловић, српски редитељ, сценариста, књижевник и сликар (прем. 1998)
- 29. април — Вили Нелсон, амерички музичар и глумац

### Мај
- 3. мај — Џејмс Браун, амерички музичар, плесач и музички продуцент (прем. 2006)
- 11. мај — Јордан Николић, српски певач, познат по интерпретацијама српских народних песама ка Косова и Метохије (прем. 2018)
- 11. мај — Зоран Радмиловић, српски глумац (прем. 1985)
- 12. мај — Ђорђе Јовановић, српски глумац (прем. 2004)
- 22. мај — Томислав Петернек, српски фотограф (прем. 2024)
- 23. мај — Миодраг Вартабедијан, српски дизајнер и графичар (прем. 2009)
- 23. мај — Џоун Колинс, енглеска глумица и списатељица
- 28. мај — Зелда Рубинстејн, америчка глумица и активисткиња за људска права (прем. 2010)

### Јун
- 5. јун — Бата Живојиновић, српски глумац и политичар (прем. 2016)
- 7. јун — Слободан Селенић, српски књижевник, драматург и књижевни критичар (прем. 1995)
- 8. јун — Џоун Риверс, америчка комичарка, глумица, списатељица, продуценткиња и ТВ водитељка (прем. 2014)
- 11. јун — Џин Вајлдер, амерички глумац, сценариста, редитељ, продуцент, музичар и писац (прем. 2016)
- 13. јун — Драгомир Бојанић Гидра, српски глумац (прем. 1993)
- 15. јун — Предраг Кораксић, српски карикатуриста
- 16. јун — Богољуб Динић, српски глумац (прем. 2019)
- 20. јун — Дени Ајело, амерички глумац, продуцент и музичар (прем. 2019)
- 25. јун — Алваро Сиза, португалски архитекта
- 26. јун — Клаудио Абадо, италијански диригент (прем. 2014)
- 26. јун — Раша Попов, српски књижевник, публициста, глумац и новинар (прем. 2017)
- 29. јун — Мирко Шоуц, српски џез музичар, композитор и диригент (прем. 2023)
- 30. јун — Томислав Ивић, хрватски фудбалер и фудбалски тренер (прем. 2011)

### Јул
- 12. јул — Олга Познатов, српска глумица (прем. 1996)
- 20. јул — Кормак Макарти, амерички књижевник, драматург и сценариста (прем. 2023)
- 24. јул — Џон Анистон, амерички глумац (прем. 2022)
- 25. јул — Ранко Борозан, југословенски и српски фудбалер (прем. 2020)

### Август
- 2. август — Љубица Оташевић, српска глумица и кошаркашица (прем. 1998)
- 16. август — Џули Њумар, америчка глумица
- 18. август — Роман Полански, француско-пољски редитељ, сценариста, продуцент и глумац
- 18. август — Жист Фонтен, француски фудбалер и фудбалски тренер  (прем. 2023)
- 19. август — Дебра Паџет, америчка глумица
- 20. август — Предраг Милинковић, српски глумац (прем. 1998)
- 22. август — Урош Гловацки, српски глумац (прем. 2020)
- 22. август — Силва Кошћина, италијанска глумица (прем. 1994)
- 25. август — Том Скерит, амерички глумац
- 25. август — Вејн Шортер, амерички џез музичар (саксофониста) и композитор  (прем. 2023)
- 26. август — Јован Христић, српски песник, драматург, есејиста, преводилац и књижевни и позоришни критичар (прем. 2002)

### Септембар
- 10. септембар — Карл Лагерфелд, немачки модни креатор (прем. 2019)
- 11. септембар — Никола Пјетранђели, италијански тенисер
- 13. септембар — Душко Трифуновић, српски књижевник, песник и телевизијски аутор (прем. 2006)
- 18. септембар — Роберт Блејк, амерички глумац (прем. 2023)

### Октобар
- 4. октобар — Латинка Перовић, српска историчарка и политичарка (прем. 2022)
- 21. октобар — Франсиско Хенто, шпански фудбалер и фудбалски тренер (прем. 2022)
- 28. октобар — Гаринча, бразилски фудбалер (прем. 1983)

### Новембар
- 3. новембар — Џон Бари, енглески композитор и диригент, најпознатији по филмској музици (прем. 2011)
- 3. новембар — Џереми Брет, енглески глумац (прем. 1995)
- 3. новембар — Јелена Жигон, српска глумица (прем. 2018)
- 12. новембар — Борислав Ивков, српски шахиста (прем. 2022)
- 19. новембар — Лари Кинг, амерички ТВ и радијски водитељ (прем. 2021)
- 21. новембар — Михајло Костић Пљака, српски глумац (прем. 2001)
- 23. новембар — Кшиштоф Пендерецки, пољски композитор и диригент (прем. 2020)

### Децембар
- 5. децембар — Бранко Радовић, хрватски кошаркаш и кошаркашки тренер (прем. 1993)
- 6. децембар — Хенрик Горецки, пољски композитор (прем. 2010)
- 6. децембар — Донка Шпичек, српска новинарка, дугогодишња уредница програма за децу и младе ТВ Београда (прем. 2016)
- 9. децембар — Бранислав Вукашиновић, српски новинар и ТВ водитељ (прем. 2011)
- 10. децембар — Мако Ивамацу, јапански глумац (прем. 2006)
- 13. децембар — Џек Хиршман, амерички песник и друштвени активиста (прем. 2021)
- 19. децембар — Иво Сердар, хрватски глумац (прем. 1985)
- 20. децембар — Рик ван Лој, белгијски бициклиста (прем. 2024)
- 22. децембар — Лучано Мартино, италијански продуцент, редитељ и сценариста (прем. 2013)
- 23. децембар — Акихито, јапански цар (1989—2019)
- 28. децембар — Живорад Жика Лазић, српски сценариста, књижевник и новинар (прем. 2009)

## Смрти

### Јануар
- 5. јануар — Калвин Кулиџ, амерички политичар и 30. председник САД
- 21. јануар — Џорџ Мур, ирски књижевник
- 31. јануар — Џон Голсворди, енглески књижевник

### Фебруар
- 3. фебруар — Васа Ешкићевић, српски сликар

### Март
- 16. март — Алфред Хар, мађарски математичар

### Јун
- 20. јун — Клара Цеткин, немачка политичарка

### Август
- 3. август — Динко Шимуновић, хрватски књижевник
- 23. август — Адолф Лос, аустријски архитекта (*1870)

### Септембар
- 7. септембар — Едвард Греј, британски политичар
- 8. септембар — Фејсал I од Ирака, ирачки краљ
- 28. септембар — Александер фон Кробатин, аустроугарски фелдмаршал

### Октобар
- 5. октобар — Николај Јуденич, руски генерал
- 29. октобар — Џорџ Бенџамин Лакс, амерички сликар

### Децембар
- 17. децембар — Оскар Поћорек, аустроугарски генерал

## Нобелове награде
- Физика — Ервин Шредингер и Пол Дирак
- Хемија — Награда није додељена
- Медицина — Томас Хант Морган
- Књижевност — Иван Алексејевич Буњин
- Мир — Норман Ејнџел (УК)
- Економија — Награда у овој области почела је да се додељује 1969. године